# 1972年高棉共和國總統選舉
在1970年政变推翻君主制度之后，高棉共和国于1972年6月4日在柬埔寨举行第一次总统选举，这也是柬埔寨迄今为止历史上唯一一次总统选举。选举结果为朗诺获胜，他赢得了54.9%的选票。 选民投票率为57.6%。
此次总统选举受到朗诺的弟弟朗农操纵。